# Oxychilus clarus
Oxychilus clarus is een slakkensoort uit de familie van de Oxychilidae. De wetenschappelijke naam van de soort werd in 1838 voor het eerst geldig gepubliceerd door Friedrich Held.

## Kenmerken
Het rechtsgewonden, vrij kleine slakkenhuisje is afgeplat-conisch en meet 4 tot 4,5 mm in diameter (breedte) en 1,6 tot 2 mm in hoogte. In het volwassen stadium worden vier tot vijf windingen ontwikkeld, die regelmatig toenemen. Elke winding is ongeveer twee keer zo breed als de vorige winding. De draad is in het zijaanzicht slechts licht verhoogd. De bovenzijde van de windingen is erg plat, dus ook de naden zijn erg plat. De omtrek is goed gebogen, evenals de onderkant. De mond is elliptisch afgeplat. De mondrand is recht en geslepen. De navel is breed en enigszins excentriek.
De schaal van het huisje is kleurloos tot witachtig en doorschijnend. Wanneer vers, is het oppervlak van de behuizing glanzend, er zijn fijne groeistrepen en fijnere spiraallijnen.

### Vergelijkbare soorten
De vorm van het huisje doet denken aan het ammonshorentje (Perpolita hammonis); dit heeft echter slechts drie tot drie en een halve winding in het volwassen stadium. De rand van de mond is sterk uitgebreid.

## Geografische spreiding en leefgebied
De afzettingen zijn geïsoleerd en ruimtelijk zeer klein, bijvoorbeeld in de zuidelijke Pyreneeën (Aragon), Frankrijk (Hautes Alpes, Isère, Corsica), de Zwitserse Alpen (Saillon, kanton Wallis, Samnaun, kanton Graubünden), Oostenrijk (Vorarlberg, Neder-Oostenrijk), Duitsland (Mittenwald en ten zuiden van München) en Noord-Italië.
De dieren leven in de humuslaag onder stenen, tussen wortels, in spleten; onder dood hout en op met gras begroeide hellingen. Ze leven op kalkrijke bodems tussen 390 en 2500 meter boven zeeniveau. Op Corsica zijn ze gevonden in gemengde bossen tussen 600 en 1000 meter boven zeeniveau op niet-kalkrijke bodems.